# Schizobrachiella porosa
Schizobrachiella porosa is een mosdiertjessoort uit de familie van de Schizoporellidae. De wetenschappelijke naam van de soort is voor het eerst geldig gepubliceerd in 1879 door Verrill.